# Termas romanas del puerto (Éfeso)
Las termas romanas del puerto o gimnasio del puerto es el nombre empleado en la investigación para unas antiguas termas y gimnasio en la ciudad de Éfeso, en Asia Menor, la actual Turquía. Sus ruinas forman parte del yacimiento arqueológico de Éfeso, declarado Patrimonio de la Humanidad por la Unesco.

## Historia
El complejo conocido se construyó en época romana, posiblemente a finales del siglo I d. C. ., durante el reinado del emperador Domiciano. Fue renovado a finales del siglo IV. Sin embargo, se ha especulado que el sitio se reservó para una casa de baños y gimnasio ya en el período helenístico, en el siglo III a. C., en relación con la refundación de la ciudad. Parte del edificio fue excavado ya en 1898.

## Descripción
Los baños se ubicaban en el lado norte de la calle Arcadiana, cerca del puerto de la ciudad, como su nombre indica. Consistían en tres partes principales: las termas propiamente dichos, el gimnasio y las llamadas Salas  de Verulano.
Se accedía al edificio desde la Arcadiana a través de un patio delantero de unos 45 metros de largo. Sus muros este y oeste eran curvos. A este le seguía un atrio de unos 33 × 15 m. Estaba dividido en tres naves por dos filas de columnas y conducía a las termas y al gimnasio.
Las termas del puerto, propiamente dichas, ocupaban la parte occidental del complejo. Desde el atrio se accedía a las salas apoditerio, o vestuarios, con un frigidarium (piscina de agua fría), en el centro. A continuación se encontraban el tepidarium, y el caldarium. Este último contaba con seis piscinas y estaba abovedado con bóvedas de 18 metros de altura. Otras salas se utilizaban para el descanso, los deportes, los juegos, etc.
El llamado gimnasio del puerto, situado en el centro, posiblemente se conocía en la antigüedad como el Gimnasio de los emperadores. En su centro se alzaba un patio con peristilo que servía de palestra, de unos 90 × 90 m. Estaba rodeado de salas con fines educativos. Una sala situada al sur del patio se conoce como la Sala de Mármol y servía como salón imperial dedicado a Domiciano.
La parte más occidental del complejo, las Salas de Verulano, consistía en un gran campo deportivo rodeado de columnatas, de unos 220 × 240 metros. La columnata tenía tres naves, y la nave central presumiblemente servía de ksystos (plural: ksystoi, pista de atletismo). En el campo deportivo se podían practicar otros deportes. El edificio recibió su nombre actual de Máximo Claudio Verulano, quien financió su decoración con paneles de mármol en el siglo I, bajo el emperador Adriano. Sin embargo, el edificio en sí es anterior.